# Asse (Suisse)
 (août 2025).
Si vous disposez d'ouvrages ou d'articles de référence ou si vous connaissez des sites web de qualité traitant du thème abordé ici, merci de compléter l'article en donnant les références utiles à sa vérifiabilité et en les liant à la section « Notes et références ».
Pour les articles homonymes, voir Asse.
L'Asse est une rivière coulant dans le canton de Vaud en Suisse et confluant avec le Rhône dans le Léman.

## Parcours
Formée à partir de plusieurs ruisseaux au pied du massif du Jura près de l'abbaye de Bonmont sur le territoire de la commune de Chéserex, elle s'écoule ensuite sur les communes de Gingins (où elle alimente le moulin de Chiblin), Grens, Signy-Avenex, puis Nyon pour se jeter finalement dans le Léman.
À l'entrée de la commune de Nyon, la rivière a formé une plaine qui porte son nom. C'est sur cette plaine, au long de la rivière, que se tient chaque année le Paléo Festival Nyon. On parle parfois de « plaine de l'Asse » pour évoquer le lieu où se tient le festival.